# Thomas Beecham
Thomas Beecham, II baronetto, CH (St Helens, 29 aprile 1879 – Londra, 8 marzo 1961), è stato un direttore d'orchestra britannico.
Figura di primo piano nel panorama musicale internazionale della prima metà del Novecento, è annoverato tra i maggiori direttori d'orchestra del secolo scorso. Nato in una ricca famiglia di industriali, approfittò dell'ingente patrimonio di famiglia per finanziare la sua carriera. Organizzò stagioni operistiche e concertistiche nei più importanti teatri londinesi, ingaggiando artisti di fama internazionale e proponendo al pubblico un repertorio sostanzialmente nuovo. Diffuse in Inghilterra vari lavori di Richard Strauss e Delius e pagine allora poco conosciute di autori come Händel, Haydn, Mozart e Berlioz.
A lui si deve la nascita di alcune delle più importanti orchestre britanniche, quali la London Philharmonic Orchestra e la Royal Philharmonic Orchestra. Diresse per un decennio anche la London Symphony Orchestra. Operò per un periodo negli Stati Uniti, dove fu direttore musicale dell'Orchestra Sinfonica di Seattle. In Europa intrattenne un proficuo sodalizio anche con l'Orchestre National de France.
Il gusto eclettico, le ingenti risorse finanziarie, la personalità carismatica e il carattere ruvido ne fecero uno dei più popolari personaggi della scena musicale del tempo, ponendolo spesso anche in contrasto con i colleghi. A differenza di altri la sua fama è sopravvissuta fino ai giorni nostri anche grazie al suo notevole impegno in campo discografico: pioniere di diverse tecniche di registrazione, ha lasciato diverse incisioni che sono tuttora considerate pietre miliari del repertorio.

## Biografia

### I primi anni
Sir Thomas Beecham nacque nel 1879 a St Helens, nel Lancashire, figlio di Joseph Beecham e Josephine Burnett. La sua casa natale fu un edificio adiacente all'industria farmaceutica fondata da suo nonno, che produceva le Beecham's Pills, un lassativo. Nel 1885, in seguito all'incremento dei guadagni dell'attività di famiglia, Joseph Beecham acquistò un'abitazione più spaziosa a Ewanville, Huyton, vicino a Liverpool e ci si trasferì con moglie e figli.
Beecham frequentò la prestigiosa Rossall School dal 1892 al 1897. Successivamente nonostante intendesse proseguire i suoi studi musicali in Germania, il padre lo indirizzò verso la facoltà di studi classici del Wadham College di Oxford. Non impiegò tuttavia molto tempo a realizzare che quella non era la sua strada, infatti si ritirò già nel 1898 dopo aver ottenuto il consenso del padre. Si dedicò privatamente allo studio della composizione, prima con Charles Wood a Londra e successivamente con Moritz Moszkowski a Parigi. Intraprese invece da autodidatta l'attività di direttore d'orchestra.

### 1899-1910: Le prime orchestre
La prima apparizione di Beecham come direttore ebbe luogo a St Helens nell'ottobre del 1899, alla guida di un ensemble creato ad hoc con orchestrali della Liverpool Philharmonic Orchestra e dell'Hallé di Manchester. Un mese dopo sostituì il celebre direttore Hans Richter durante un concerto dell'Hallé per celebrare l'elezione di Joseph Beecham a sindaco di St Helens.
Poco dopo, Joseph Beecham fece internare sua moglie in un manicomio per motivi mai completamente chiariti. Thomas e sua sorella maggiore Emily garantirono però per il rilascio della madre, costringendo il padre a pagarle 4500 £ l'anno per gli alimenti. Per questo motivo Joseph li diseredò entrambi e Sir Thomas non ebbe rapporti con suo padre per i successivi dieci anni.
Il debutto ufficiale di Sir Thomas Beecham avvenne nel 1902 allo Shakespeare Theatre di Clapham, dove diresse The Bohemian Girl di Balfe. La Imperial Grand Opera Company lo ingaggiò come assistente per un tour e gli assegnò altre quattro opere, fra cui Carmen e Pagliacci. La compagnia, nonostante il nome altisonante, era in realtà piuttosto sgangherata. Beecham ebbe comunque modo di collaborare con qualche interprete di vaglia, fra cui Zélie de Lussan nel ruolo di Carmen. In questi primi anni della sua carriera Beecham si dedicò anche alla composizione, ma non ottenendo risultati particolarmente soddisfacenti. In seguito si dedicò infatti solamente alla direzione d'orchestra.
Nel 1906 Beecham fu chiamato a dirigere la New Symphony Orchestra, che si esibiva presso la Bechstein Hall di Londra. Comprese però assai presto che per competere con le due maggiori orchestre di Londra (la Queen's Hall Orchestra e la London Symphony Orchestra), avrebbe dovuto ampliare l'organico dell'orchestra ed esibirsi in sale più grandi. Per due anni, a partire dall'ottobre 1907, Beecham e la New Symphony Orchestra tennero concerti presso la Queen's Hall. Nelle prime apparizioni alla guida dell'orchestra Beecham propose lavori di compositori poco noti, tra cui Étienne Méhul, Nicolas Dalayrac e Ferdinando Paer, a testimonianza del fatto che fu in genere assai disinteressato agli incassi dei concerti. I suoi programmi tendevano a scoraggiare il pubblico probabilmente più di quanto non farebbero ai giorni nostri, tra le scelte di repertorio più inusuali troviamo il poema sinfonico La forêt enchantée di Indy, Šárka di Smetana e la Sinfonia di Lalo (brano da lui particolarmente amato, che incise anche nella sua ultima seduta di registrazione). A questo periodo risalgono anche i primi contatti con la musica di Frederick Delius, di cui si innamorò profondamente fin da subito e che eseguì frequentemente per il resto della sua carriera.
Com'era prevedibile, nel 1908 il sodalizio tra Beecham e la New Symphony Orchestra si interruppe in seguito a divergenze sulla programmazione artistica e sul cosiddetto deputy system, secondo il quale se a gli orchestrali veniva offerto un incarico meglio retribuito altrove, potevano mandare dei sostituti alle prove o direttamente ai concerti. Henry Wood aveva già abolito questo sistema presso la Queen's Hall Orchestra (gli orchestrali che l'avevano abbandonata in seguito a questo provvedimento avevano fondato la London Symphony Orchestra) e Beecham aveva tentato invano di seguire il suo esempio. La New Symphony Orchestra sopravvisse comunque senza di lui e diventò in seguito la Royal Albert Hall Orchestra.
A causa della sua ostinazione nel programmare brani poco noti, le attività musicali di Beecham si rivelarono disastrose sotto il profilo finanziario. In seguito allo screzio con il padre gli era stato molto limitato l'accesso al patrimonio di famiglia, Beecham poteva contare solo su una rendita annuale di 700 £ lasciatagli dal nonno e sul sostegno occasionale della madre.
Fu solo in seguito alla riconciliazione con il padre che Beecham poté attingere alla fortuna di famiglia per finanziare i suoi progetti. Il primo di questi fu la fondazione, nel 1909, della Beecham Symphony Orchestra. Non reclutò musicisti delle orchestre più importanti, ma assoldò studenti di talento, musicisti di provincia e componenti di bande. Il risultato fu un gruppo giovane e fresco (l'età media si aggirava sui 25 anni), che includeva nomi che si sarebbero successivamente affermati, come ad esempio Albert Sammons, Lionel Tertis, Eric Coates ed Eugene Cruft. Quello stesso anno diresse le prime di In the Fen Country di Ralph Vaughan Williams alla Queen's Hall (22 febbraio), di A Mass of Life di Delius (7 giugno) e di The Wreckers di Ethel Smyth (22 giugno) all'His Majesty's Theatre di Londra.

### 1910-1920: Le stagioni di opera e balletto a Covent Garden

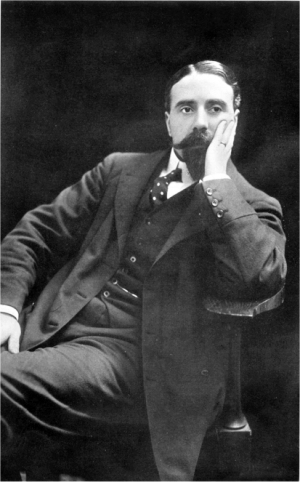
Sir Thomas Beecham nell'ottobre 1910.

A partire dal 1910, grazie al sostegno economico del padre, Beecham realizzò la sua ambizione di allestire stagioni liriche alla Royal Opera House di Covent Garden e in altri teatri. In età edoardiana il mondo operistico era dominato dalle figure dei cantanti, ma tra il 1910 e il 1939 Beecham si adoperò per dare una svolta alla situazione.
Nel 1910 Beecham si occupò della direzione e della produzione di 190 recite presso la Royal Opera House e l'His Majesty's Theatre. I suoi assistenti erano nientemeno che Bruno Walter e Percy Pitt. Durante l'anno presentò 34 opere, la maggior parte delle quali non erano mai state eseguite prima a Londra. Durante la stagione del 1910 anche la Grand Opera Syndicate istituì una propria stagione lirica concorrente a Covent Garden: in totale le rappresentazioni liriche nel 1910 furono 273, molte più di quanto gli incassi al botteghino potessero coprire. Delle 34 opere che Beecham mise in scena nel 1910 (tra cui A Village Romeo and Juliet di Delius, Feuersnot di Richard Strauss, Hamlet di Ambroise Thomas, The Lowlands di Eugen d'Albert) solo quattro ebbero successo: le nuove opere di Richard Strauss Elektra e Salomè, I racconti di Hoffmann di Offenbach e Die Fledermaus di Johann Strauss jr.
Nel 1911 e nel 1912 la Beecham Symphony Orchestra collaborò con i Balletti russi sia alla Royal Opera House che alla Kroll Opera House di Berlino, sotto le bacchette di Beecham e Pierre Monteux, il direttore principale della compagnia di Djagilev. A Berlino Beecham e la sua orchestra riscossero quello che Beecham definì un "discreto interesse": la stampa di Berlino accolse l'orchestra come una delle migliori al mondo. Il principale settimanale musicale berlinese, Die Signale, lodò con particolare entusiasmo la ricchezza di timbro di violini e legni e la delicatezza degli ottoni. Beecham ottenne uno straordinario successo sostituendo Monteux, dietro avviso di due giorni e senza alcuna prova, in Petrushka di Stravinsky. Sempre nel 1911 diresse a Londra la prima assoluta di Songs of Sunset di Delius e nel 1912 quella di The Children of Don di Joseph Holbrooke.
La stagione del 1913 vide la prima britannica di Der Rosenkavalier di Strauss con Elisabeth Schumann alla Royal Opera House e di Ariadne auf Naxos all'His Majesty's. Al Drury Lane Beecham allestì un'importante stagione di opera e balletti russi: lì ebbero luogo le prime rappresentazioni britanniche di Boris Godunov e Khovanshchina di Mussorsgky e di La fanciulla di Pskov di Rimsky-Korsakov. Vennero programmati anche 15 balletti con ballerini di vaglia quali Vaslav Nijinsky e Tamara Karsavina, fra cui Jeux e L'après-midi d'un faune di Debussy e La Sagra della Primavera di Stravinsky, appena sei settimane dopo il suo debutto a Parigi. Beecham condivise il segreto disprezzo di Monteux per questo brano, preferendo Petrushka. Beecham non diresse nulla durante questa stagione; la direzione della Beecham Symphony orchestra fu affidata a Monteux e altri direttori.
Nel luglio 1914, su suggerimento dell'ambizioso finanziere James White, Sir Joseph Beecham accettò di rilevare dal Duca di Bedford il complesso di Covent Garden e di fondare una società per la sua amministrazione. La trattativa fu descritta dal Times come una delle maggiori mai portate a termine a Londra. Sir Joseph effettuò un deposito iniziale di 200.000 £ e si impegnò a pagare i restanti due milioni di sterline entro l'11 novembre. Di lì a un mese, tuttavia, scoppiò la Prima guerra mondiale e nuove restrizioni sull'impiego dei capitali impedirono la chiusura della trattativa. Beecham riuscì comunque a presentare Il Principe Igor' di Borodin e Le rossignol di Stravinsky. Durante la Prima guerra mondiale, Beecham lottò per mantenere vivace la vita musicale britannica, spesso rinunciando ai suoi compensi. Collaborò e fornì il suo supporto finanziario a varie istituzioni a cui era particolarmente legato: tra queste l'Hallé Orchestra, la London Symphony Orchestra e la Royal Philharmonic Society.
Il complesso e il mercato di Covent Garden continuarono nel frattempo ad essere gestiti dal Duca e nel 1916 Sir Joseph scomparve improvvisamente lasciando la transazione ancora incompleta. Il caso fu portato dinnanzi alla Corte civile con lo scopo di sbrogliare la situazione: la Corte stabilì che i due figli di Sir Joseph avrebbero dovuto fondare una compagnia privata per concludere la trattativa.
Nel 1915 Thomas fondò la Beecham Opera Company, coinvolgendo alcuni dei più noti cantanti britannici, organizzando recite a Londra e in tutta la Gran Bretagna. Nel 1916 fu nominato cavaliere e ereditò il titolo di baronetto in seguito alla morte del padre.
Nel luglio 1918 il Duca e i suoi amministratori fiduciari trasmisero alla compagnia il complesso, ipotecato per la somma del prezzo d'acquisto ancora da saldare (1.250.000 £). Sia nel 1919 che nel 1920 ci furono stagioni operistiche a Covent Garden, in collaborazione con il Grand Opera Syndicate. Furono inseriti in cartellone 40 titoli, solo nove dei quali vennero diretti da Beecham. In seguito Beecham si assentò dalla scena musicale per ben tre anni, perché impegnato a vendere beni di proprietà per un milione di sterline (esperienza che descrisse come la più logorante e spiacevole della sua vita). Nel 1923 fu finalmente racimolato sufficiente denaro per la rimozione dell'ipoteca e per saldare i debiti contratti da Sir Thomas (41.558 £). Nel 1924 fu portata a termine una fusione tra il complesso di Covent Garden e la fabbrica di lassativi di St Helens, che confluirono nella nuova società Beecham Estates and Pills. Il capitale sociale iniziale fu di 1.850.000 £, di cui Beecham deteneva una rilevante quota.

### 1923-1939: Alla guida della LSO e fondazione della London Philharmonic Orchestra
Dopo il lungo periodo d'assenza, Beecham salì nuovamente su un palco nel marzo del 1923, dirigendo l'Hallé in un concerto a Manchester. Rientrò a Londra il mese seguente, dirigendo la Royal Albert Hall Orchestra e la London Symphony Orchestra in un concerto d'insieme il cui programma ruotava intorno al poema sinfonico di Strauss Ein Heldenleben. Non potendo più contare su una sua orchestra, Beecham si insediò sul podio della London Symphony Orchestra, con cui continuò a collaborare fino al 1930. Negoziò senza successo con la BBC la possibilità di creare un'orchestra stabile della radio.
Nel 1931 Beecham fu contattato dal giovane direttore d'orchestra Malcolm Sargent, per la costituzione di una orchestra sinfonica permanente, costituita da professionisti salariati, grazie al finanziamento del mecenate Courtauld. Nel 1932 avvenne l'accordo fra i due e venne costituita la London Philharmonic Orchestra, composta inizialmente da 106 musicisti, alcuni dei quali ancora studenti. L'orchestra fece il suo debutto alla Queen's Hall il 7 ottobre 1932, sotto la direzione di Beecham. L'orchestra iniziò a lavorare su due fronti, allestendo una decina di concerti sinfonici l'anno alla Queen's Hall e suonando per la stagione lirica a Covent Garden.
Nel 1936 Beecham portò l'orchestra in tournée in Germania, venendo accusato di sostenere la propaganda nazista di Hitler. Egli tenne il concerto inaugurale a Berlino alla presenza di Adolf Hitler e si adeguò alla richiesta di togliere dal programma la Sinfonia scozzese di Felix Mendelssohn, in quanto il compositore, pur di fede cristiana, era ebreo di nascita. Beecham non fu in ogni caso un simpatizzante di Hitler: lasciò perfino trasparire assai platealmente il suo disappunto per la mancanza di puntualità del Führer al concerto. In seguito rifiutò altri inviti in Germania, anche se portò a termine alcuni incarichi presso la Berlin Staatsoper nel biennio 1937-1938.

### 1940-1950: Trasferimento negli USA e rientro in patria
Nel 1940 Beecham lasciò l'Inghilterra per l'Australia e in seguito si trasferì negli Stati Uniti, dove divenne direttore principale dell'Orchestra Sinfonica di Seattle nel 1941. L'anno seguente venne nominato direttore senior della Metropolitan Opera House di New York assieme al suo ex assistente Bruno Walter. Oltre a dirigere queste orchestre fu direttore ospite di moltissime orchestre sinfoniche statunitensi.
Nel 1944, Beecham tornò in Gran Bretagna alla guida della London Philharmonic, ricevendo un'entusiastica accoglienza da parte del pubblico. Non altrettanto avvenne da parte dei musicisti, che in sua assenza erano stati costretti, per mancanza di fondi, ad assumere l'autogestione dell'orchestra venendo così remunerati soltanto per i giorni di lavoro. Pertanto l'orchestra decise di remunerare Beecham soltanto per le prestazioni di direttore per i concerti da lui diretti.

### 1950-1961: Gli ultimi anni
Nel 1950 Beecham diresse la Royal Philharmonic Orchestra in un'impegnativa tournée attraverso gli Stati Uniti (accompagnato dal suo vice Denis Vaughan, che dirigeva anche il coro), il Canada e il Sudafrica. In Nord America, Beecham diresse 49 concerti con cadenza quasi giornaliera.
Nel 1951 fu invitato sul podio della Royal Opera House dopo 12 anni di assenza. Per la prima volta sotto dietro finanziamenti teatrali, la compagnia operistica agiva con strategie differenti rispetto a quelle seguite prima della guerra. Invece di stagioni brevi, costellate di star e con un'orchestra di rilievo, il nuovo direttore artistico David Webster stava cercando di dar vita a un team permanente, con talenti inglesi che si confrontassero con le traduzioni in inglese delle opere. La massima economia nelle produzioni e la grande attenzione prestata agli incassi erano alla base della nuova politica. Beecham, noncurante di ciò, pretese un coro di 200 elementi (contro gli 80 che erano stati previsti) per il suo ritorno con I maestri cantori di Norimberga di Wagner e insistette per rappresentare l'opera in tedesco.
Nel 1953 presentò ad Oxford la prima mondiale della prima opera di Delius, Irmelin. Beecham diresse la sua ultima opera in Gran Bretagna nel 1955 a Bath, Zémire et Azor di Grétry.
Fra il 1951 e il 1960 Beecham diresse 92 concerti alla Royal Festival Hall. I programmi di Beecham negli anni alla guida della Royal Philharmonic Orchestra prevedevano sinfonie di Bizet, Franck, Haydn, Schubert e Tchaikovsky, Ein Heldenleben di Strauss, concerti di Mozart e Saint-Saëns. Tenne anche concerti monografici dedicati a Delius e Sibelius. Dopo l'improvvisa scomparsa del direttore tedesco Wilhelm Furtwängler, Beecham diresse in tributo i due programmi che il suo collega avrebbe dovuto presentare alla Royal Festival Hall. Questi includevano il terzo Concerto brandeburghese di Bach, Rapsodie espagnole di Ravel, la prima sinfonia di Brahms e il secondo Essay for Orchestra di Barber.
Nell'estate del 1958, Beecham diresse una stagione al Teatro Colón di Buenos Aires. I titoli in cartellone erano Otello di Verdi, Carmen di Bizet, Fidelio di Beethoven, Sansone e Dalila di Saint-Saëns e Il Flauto Magico di Mozart. Queste furono le sue ultime apparizioni nell'ambito operistico. La sua malattia impedì infatti il suo debutto a Glyndebourne con Il Flauto Magico e un'altra apparizione a Covent Garden con Le Troiane di Berlioz.
Nel 1959, sessantasei anni dopo la sua prima visita, Beecham fece per l'ultima volta ritorno in America, con concerti a Pittsburgh, San Francisco, Seattle, Chicago, Washington e in Canada. Rientrò a Londra il 12 aprile 1960 e in seguitò non uscì più dal paese. Tenne il suo ultimo concerto alla Portsmouth Guildhall il 7 maggio dello stesso anno. Il programma, assai particolare, comprendeva l'Ouverture de Il Flauto Magico, la Sinfonia Militare di Haydn, la suite di brani di Haendel Love in Bath arrangiata dallo stesso Beecham, la quinta sinfonia di Schubert, On the River di Delius e il Bacchanale da Sansone e Dalila.
Beecham spirò l'8 marzo 1961 nel suo appartamento a Londra, all'età di 81 anni, in seguito a trombosi coronarica. Fu tumulato due giorni più tardi al cimitero di Brookwood, nel Surrey. A causa dei cambiamenti a Brookwood, la sua salma venne trasferita nel 1991 nel cimitero di St Peter's a Limpsfield, vicino alla tomba di Delius.

### Relazioni sentimentali
Nel corso della sua vita Beecham si sposò tre volte. La sua prima moglie fu Utica Celestina Welles, figlia del Dr Charles S. Welles di New York. All'interno del matrimonio, celebrato nel 1903, ebbe da lei due figli: Adrian (nato nel 1904) e Thomas (nato nel 1909). Il primogenito, Adrian, fu un compositore assai apprezzato a partire dal secondo decennio del Novecento. Dopo la nascita del secondo figlio, Beecham cominciò ad allontanarsi dalla moglie. Nel 1911, quando già non abitava più con la moglie, fu coinvolto in un caso di divorzio a cui la stampa diede ampio risalto. Utica, che non credeva nel divorzio, non accettò il consiglio di divorziare e di assicurarsi gli alimenti.
A partire dal 1909 (o dai primi mesi del 1910) Beecham ebbe una relazione con Maud Alice Cunard. Nonostante i due non abbiano mai abitato assieme, il rapporto si protrasse fino al successivo matrimonio di Beecham, avvenuto nel 1943. Lady Cunard si dedicò instancabilmente alla raccolta di fondi per finanziare le attività musicali di Sir Thomas. I biografi sono concordi nell'affermare che, sebbene lei fosse sinceramente innamorata di lui, i sentimenti di Beecham nei confronti di Lady Cunard fossero molto meno forti. Fra il 1920 e il 1940, infatti, Beecham ebbe una relazione clandestina con Dora Labbette, un soprano nota talvolta con il nome di Lisa Perli, dalla quale ebbe un figlio nel 1933.
Nel 1943 Lady Cunard fu devastata dall'apprendere che Beecham intendeva divorziare da Utica Welles per sposare la pianista Betty Humby, più giovane di lui di 29 anni. Nonostante la marcata differenza d'età i due furono una coppia affiatata e musicalmente prolifica, almeno fino alla morte di Betty per attacco cardiaco nel 1958.
Nel 1959, due anni prima della sua morte, Beecham sposò la sua segretaria Shirley Hudson, che lavorava per la Royal Philharmonic Orchestra dal 1950.

### Rapporto con i colleghi
I rapporti con i colleghi britannici non furono sempre cordiali. Sir Henry Wood considerava Beecham un parvenu e fu assai invidioso del suo successo, Sir Adrian Boult arrivò a definirlo una persona e un musicista "ripugnante". Anche Sir John Barbirolli non lo ebbe molto in stima. Sir Malcolm Sargent, che contribuì con lui alla fondazione della London Philharmonic Orchestra, fu un suo amico e sostenitore, ma fu spesso vittima di ingenerose uscite da parte di Beecham.
Al contrario i rapporti di Beecham con i colleghi stranieri furono nella maggior parte dei casi ottimi. Non andò d'accordo con Arturo Toscanini, ma apprezzò e incoraggiò Wilhelm Furtwängler, ammirò Pierre Monteux, designò Rudolf Kempe come suo successore alla guida della Royal Philharmonic Orchestra. Fu a sua volta ammirato da Fritz Reiner, Otto Klemperer e Herbert von Karajan.

Negli anni del suo successo Beecham fu sempre al centro dell'attenzione. Nel 1929, l'editore di un giornale di musica scrisse:
"Le storie fiorite intorno a Sir Thomas Beecham sono innumerevoli. Laddove si riuniscono dei musicisti è probabile che egli sia uno degli oggetti della conversazione. Chiunque racconti un aneddoto su Beecham tenta di imitare i suoi modi e la sua cadenza".
Nel 1978 fu pubblicato il volume Beecham Stories, una raccolta di sue citazioni e aneddoti. Tra le tante, alcune sono passate alla storia: "Un musicologo è un uomo che è in grado di leggere la musica, ma non è in grado di sentirla" e "Ci sono solo due cose necessarie affinché il pubblico apprezzi una performance: che l'orchestra inizi e finisca assieme. Quel che sta in mezzo non importa molto". Tipicamente inglese fu il suo commento dopo aver letto i telegrammi giunti da parte di Strauss, Stravinsky e Sibelius in occasione del suo settantesimo compleanno: "Niente da Mozart?"

## Repertorio

### Händel, Haydn e Mozart
Il compositore più antico che Beecham eseguì regolarmente fu Händel, che egli definiva:
“Un eccezionale compositore internazionale… Scrisse musica italiana meglio di qualsiasi altro italiano, musica francese meglio di qualsiasi francese, musica inglese meglio di qualsiasi inglese e - con l'eccezione di Bach - fece di meglio di tutti gli altri tedeschi”. 
Nelle sue performance di Händel, Beecham non seguì un approccio filologico: imitando Mendelssohn e Mozart, trascrisse e adattò le partiture per avvicinarle al gusto dei contemporanei. All'epoca di Beecham le musiche di Händel erano scarsamente diffuse, ma Beecham ne aveva una conoscenza così vasta che fu in grado di allestire ben tre balletti e due suite. A lui si deve la riscoperta dell'oratorio Salomone, di cui diresse la prima esecuzione moderna.
Anche per quanto riguarda Haydn il suo approccio non fu diverso: abolì l'uso del clavicembalo e propose un fraseggio tendenzialmente romantico. Incise le 12 Sinfonie londinesi e ne inserì alcune nei suoi programmi. I lavori giovanili di Haydn non erano popolari nella prima metà del XX secolo, ma Beecham ne diresse parecchi, tra questi la Sinfonia n. 40. Nel corso della sua carriera eseguì regolarmente Le stagioni, registrandole anche per EMI nel 1956, e nel 1944 aggiunse al suo repertorio anche l'oratorio La creazione.
Secondo Beecham, Mozart fu il cuore della musica europea e maneggiò le pagine del compositore con notevole scrupolo. Revisionò il Requiem, curò le traduzioni in inglese di alcune opere e diffuse a Londra le allora semi-sconosciute Così fan tutte, L'impresario teatrale e Il ratto dal serraglio. Inserì frequentemente in cartellone anche Il flauto magico, Don Giovanni e Le nozze di Figaro. Secondo Beecham quelli di Mozart erano i più bei concerti per pianoforte, infatti ne eseguì molti con Betty Humby e altri pianisti di vaglia.

### Musica tedesca
L'attitudine di Beecham nei confronti del repertorio tedesco fu equivoca. Non di rado si espresse negativamente su Beethoven e Wagner, eppure li eseguì regolarmente in concerto, riportando spesso notevoli successi.
Beecham diresse infatti l'integrale delle sinfonie di Beethoven, registrò in studio le n. 2, 3, 4, 6, 7 e 8, più volte la n. 9 dal vivo e anche la Missa Solemnis. Apprezzava moltissimo il Quarto concerto per pianoforte (lo incise anche con Arthur Rubinstein) ma al contrario disprezzava l'Imperatore.
Beecham fu un wagneriano, anche se spesso ne biasimò la prolissità e la ripetitività. Durante una prova per l'allestimento di un'opera di Wagner arrivò a sbottare: "Siamo qui a provare da due ore... e stiamo ancora suonando lo stesso dannato tema!". Beecham comunque affrontò la maggior parte del corpus wagneriano, con la sola eccezione di Parsifal, che inserì più volte in cartellone a Covent Garden ma mai con se stesso sul podio. Secondo il critico principale del Times il Lohengrin di Beecham aveva una cantabilità quasi italiana, il suo Anello del Nibelungo era meno eroico di quello di Bruno Walter e Furtwängler, "ma cantabile dall'inizio alla fine".
Beecham non fu mai particolarmente noto per le sue performance di Bach, cionondimeno scelse un suo arrangiamento di Bach per il suo debutto al Met. Diresse inoltre il Terzo concerto brandeburghese in uno dei suoi concerti in memoria di Furtwängler (il Times recensì l'esecuzione come "caricaturale, anche se corroborante").
Per quanto riguarda Brahms, Beecham si dimostrò selettivo. La Seconda sinfonia divenne una sua specialità, eseguì in diverse occasioni la Terza, la Prima solo raramente e mai la Quarta. Con l'avanzare della sua carriera le sue esecuzioni brahmsiane divennero sempre meno frequenti.
Richard Strauss trovò in Beecham un suo fervente sostenitore: egli sdoganò in Inghilterra Elektra, Salome e Der Rosenkavalier, ed eseguì Ein Heldenleben a partire dal 1910 fino all'ultimo anno di attività. Beecham eseguì spesso anche Don Quixote, Till Eulenspiegel, il Bourgeois Gentilhomme e Don Juan. Strauss fece incorniciare e gli donò la prima e l'ultima pagina del manoscritto di Elektra, con la dedica "al mio stimato amico... e eccezionale direttore della mia musica".

### Musica italiana e francese
Secondo l'Académie du Disque Français, Beecham si prodigò per la diffusione all'estero della musica francese più di qualsiasi direttore francese.
Berlioz apparve stabilmente nei suoi programmi, e in un momento di generale disinteresse per l'opere del compositore Beecham si cimentò addirittura in numerose incisioni discografiche. Assieme a Sir Colin Davis, Beecham è generalmente considerato uno dei più autorevoli interpreti di Berlioz dell'era moderna.
Sia in concerto che in studio le scelte di Beecham per quanto riguarda il repertorio francese furono originali: disdegnò Ravel a favore di Debussy, eseguì raramente Fauré (tranne la Pavane, che amava molto). Bizet fu tra i suoi autori preferiti e anche diversi altri compositori francesi incontrarono il suo gradimento: tra questi Delibes, Grétry, Lalo, Lully, Offenbach e Saint-Saëns. Per le sue ultime incisioni collaborò spesso con l'Orchestre National de France, dalla quale era molto stimato.
Nella sua lunga carriera Beecham affrontò ben otto opere di Verdi: Il trovatore, La traviata, Aida, Don Carlo, Rigoletto, Un ballo in maschera,Otello e Falstaff. Incontrò Puccini nel 1904 attraverso il librettista Luigi Illica, autore del libretto per il tentativo di Beecham di comporre un'opera italiana. Di Puccini Beecham eseguì spesso Tosca, Turandot e La bohème, più raramente anche Madama Butterfly. La sua incisione del 1956 di Bohème, con Victoria de los Ángeles e Jussi Björling è ancora considerata una pietra miliare della discografia pucciniana.

### Delius, Sibelius elollipops
Beecham dimostrò in genere una certa freddezza per la musica dei suoi connazionali. Unica eccezione fu Delius, che promosse con instancabile entusiasmo e di cui fu interprete insuperabile (e insuperato). Organizzò festival dedicati a Delius nel 1929 e nel 1946 e diresse le prime esecuzioni di diversi suoi lavori. Nonostante tutto, però, non fu suo un sostenitore acritico: non diresse mai il Requiem che giudicò negativamente nel suo libro su Delius.
Tra i contemporanei, anche Sibelius incontrò il favore di Beecham, e di rimando Sibelius stesso lo considerava un eccellente interprete della sua musica (giudizio di un certo valore, se si considera che Sibelius fu sempre assai parco di complimenti con chi dirigeva i suoi lavori). In una registrazione dal vivo della Seconda sinfonia con la BBC Symphony Orchestra si può addirittura sentire Beecham infervorarsi nei momenti più intensi.
Beecham fu assai critico verso alcuni classici del repertorio secondo lui di scarso valore (tra cui i Concerti brandeburghesi di Bach). Allo stesso tempo divenne famoso per l'abitudine di proporre come bis alcuni pezzi molto leggeri, che prese l'abitudine di definire lollipops (lecca lecca). Tra questi meritano di essere citati la Danse des sylphes di Berlioz, Joyeuse Marche di Chabrier e Le Sommeil de Juliette di Gounod.

## Discografia
Si è frequentemente riportato che Beecham preferisse incidere dischi piuttosto che esibirsi in pubblico. Il critico musicale Trevor Harvey, tuttavia, scrisse in un articolo su The Gramophone che le incisioni discografiche non avrebbero mai potuto riprodurre il brivido dato dalle esecuzioni di Beecham dal vivo.
Beecham cominciò a incidere nel 1910, quando la tecnologia disponibile obbligava ancora le orchestre ad utilizzare solo le prime parti, disposte il più vicino possibile alla presa sonora. Le sue prime registrazioni, per HVM, furono degli estratti da I racconti di Hoffmann di Offenbach e da Il pipistrello di Strauss. Nel 1915 Beecham cominciò a incidere per la Columbia Graphophone Company. Le innovazioni nel campo della registrazione elettrica (introdotte nel biennio 1925–26) resero possibile registrare un'intera orchestra e Beecham si adattò ben volentieri alla novità. I brani più lunghi dovevano essere suddivisi in segmenti da 4 minuti, per adattarsi alla capacità dei 78 giri, ma Beecham non era contrario a registrare sezione dopo sezione (basti pensare che un suo disco del 1932 con España di Chabrier fu registrato in due sessioni a distanza di tre settimane l'una dall'altra). Beecham incise più volte i suoi brani preferiti nel corso della sua vita, traendo benefici dal miglioramento delle tecnologie di registrazione.
Tra il 1926 e il 1932 Beecham produsse più di 70 dischi. Cominciò a incidere con la London Philharmonic Orchestra nel 1933, registrando più di 150 dischi per la Columbia, con musiche di Mozart, Rossini, Berlioz, Wagner, Haendel, Beethoven, Brahms, Debussy e Delius. Tra le incisioni più significative di questo periodo spicca l'incisione completa de Il Flauto Magico di Mozart. Nel 1936, durante il suo tour tedesco con la London Philharmonic, Beecham portò a termine la prima registrazione al mondo di un'orchestra su nastro magnetico: l'evento ebbe luogo a Ludwigshafen, sede della BASF, compagnia che aveva brevettato la tecnologia.
Durante il suo soggiorno negli Stati Uniti e anche successivamente, Beecham incise per la Columbia Records e RCA Victor. Alcuni dei suoi dischi per RCA furono pubblicati solo in America, altri due invece vennero distribuiti anche in Europa: una leggendaria incisione de La bohème e un'altra, bizzarra, del Messiah. Per la Columbia Records, Beecham incise la versione definitiva (e in alcuni casi l'unica) di vari lavori di Delius. Altre incisioni per la Columbia, dei primi anni 50, includono l'Eroica, la Pastorale e l'Ottava di Beethoven, l'Italiana di Mendelssohn e il Concerto per violino di Brahms con Isaac Stern.
In seguito al suo ritorno in Inghilterra dopo la fine della Seconda guerra mondiale, Beecham riprese la sua collaborazione con HMV e la British Columbia, che in seguito a una fusione avevano dato vita alla casa discografica EMI. Dal 1955, le sue incisioni per EMI vennero registrate in stereo. Per EMI, Beecham incise due opere in stereo, Il ratto dal serraglio e Carmen. Registrò i suoi ultimi dischi a Parigi nel dicembre 1959.
Le incisioni di Beecham per EMI sono state frequentemente ripubblicate su LP e CD. Nel 2011, per celebrare il 50º anniversario della sua scomparsa, EMI distribuì 34 CD di sue incisione di musica dal XVIII al XX secolo, con lavori di Haydn, Mozart, Beethoven, Brahms, Wagner, R. Strauss, Delius e diversi "lollipops" con cui fu a lungo associato.

### Discografia essenziale
- Bach
  - Geschwinde, ihr wirbelnden Winde, BWV 201 – ?
- Balakirev
  - Sinfonia n. 1 – Royal Philharmonic Orchestra (RPO)
- Beethoven
  - Concerto per pianoforte e orchestra n. 4 – Arthur Rubinstein/London Philharmonic Orchestra (LPO)
  - Le rovine di Atene – Beecham Choral Society/RPO
  - Sinfonia n. 2 – RPO
  - Sinfonia n. 7 – RPO
  - Sinfonia n. 8 – RPO
  - Concerto per violino e orchestra – Joseph Szigeti/LPO
  - Fidelio – ?
- Berlioz
  - La damnation de Faust – RPO
  - Harold en Italie – Riddle/RPO
  - Le Roi Lear op. 4 – RPO
  - Le Corsaire – RPO
  - Les Francs-juges op. 3 – RPO
  - Les Troyens à Carthage: Prologue – RPO
  - Le Carnaval romain op. 9 – RPO
  - Sinfonia fantastica – RPO
  - Trojan March – RPO (una delle ultime registrazioni, registrata nel dicembre 1959)
  - Waverley op. 1 – RPO
- Bizet
  - Carmen – Victoria de los Angeles, Nicolai Gedda/Orchestre national de France
  - Carnaval à Rome – RPO
  - Suite da La Jolie fille de Perth – RPO
  - L'Arlésienne Suites 1 e 2 – RPO
  - Patrie Overture – RPO
  - Sinfonia in Do maggiore – Orchestre national de France
- Boccherini
  - Ouverture in Re maggiore – RPO
- Borodin
  - Polovtsian Dances da Il principe Igor – Beecham Choral Society/RPO
- Brahms
  - Ouverture Accademica – RPO
  - Sinfonia n. 2 – RPO
  - Ouverture tragica – LPO
- Chabrier
  - España – RPO
  - Ouverture da Gwendoline – Orchestre national de France
  - Joyeuse Marche – RPO
- Cherubini
  - Les deux journées – RPO
- Debussy
  - Cortège e Air de danse – RPO
  - Prélude à l'après-midi d'un faune – RPO
  - L'Enfant prodigue – ?
  - Pelléas et Mélisande – ?
- Delibes
  - Le roi s'amuse – RPO
- Delius
  - Appalachia – BBC Chorus/LPO
  - Brigg Fair – RPO
  - Dance Rhapsody n. 2 – RPO
  - Fennimore and Gerda: Intermezzo – RPO
  - Florida Suite: Daybreak & Dance – RPO
  - Irmelin: Prelude – RPO
  - A Mass of Life – ?
  - On Hearing the First Cuckoo in Spring – RPO
  - Sleighride – RPO
  - A Song Before Sunrise – RPO
  - Summer Evening – RPO
  - Summer Night on the River – RPO
- Dvořák
  - Leggenda in sol minore – RPO
  - Danza slava n. 3 – LPO
  - Sinfonia n. 8 in Sol maggiore op. 88 – RPO
- Fauré
  - Dolly Suite – Orchestre national de France
  - Pavane – Orchestre national de France
- Franck
  - Sinfonia in re minore – Orchestre national de France
- Goldmark
  - Sinfonia n. 1 "Ländliche Hochzeit" – RPO
- Gounod
  - Ballet music da Faust – RPO
  - Le sommeil de Juliette da Romeo et Juliette – RPO
- Grétry
  - Zémire et Azore: Ballet music – RPO
- Grieg
  - Peer Gynt Suites – RPO
  - Danza sinfonica in La maggiore – RPO
- Händel
  - Amarilli vezzosa – RPO
  - Love in Bath (suite arrangiata da Beecham) – RPO
  - Messiah – Jon Vickers e altri/RPO
  - Salomone – John Cameron/RPO
  - Il pastor fido – RPO
  - The Gods Go A'Begging (suite arrangiata da Beecham)– RPO
  - The Great Elopement (balletto arrangiato da Beecham)– LPO
- Haydn
  - Sinfonie n. 93 – 104 – RPO
  - Le Stagioni – Morison, Young, Langdon /RPO
- Lalo
  - Sinfonia – RPO
- Massenet
  - Le dernier sommeil de la vierge da La Vierge – RPO
  - Waltz da Cendrillon – RPO
- Mendelssohn
  - La fiaba della bella Melusina – RPO
  - Sinfonia n. 4 "Italiana" – RPO
- Mozart
  - Concerto per clarinetto e orchestra – Jack Brymer/RPO
  - Il flauto magico – Erna Berger, Tiana Lemnitz, Helge Roswaenge, Wilhelm Strienz, Berlin Philharmonic Orchestra, 1938 RCA Victor - Grammy Hall of Fame Award 1999
  - Concerto per flauto ed arpa – Le Roy, Laskine/RPO
  - Danza tedesca K605 – RPO
  - Haffner March K249 – RPO
  - Ouverture da Le nozze di Figaro – LPO
  - Minuetto dal Divertimento in Re K131 – RPO
  - Requiem – Morrison e altri/RPO
  - Sinfonia n. 31 – Orchestre de la Suisse Romande
  - Sinfonia n. 34 – Orchestre de la Suisse Romande
  - Sinfonia n. 35 – LPO
  - Sinfonia n. 36 – LPO
  - Sinfonia n. 38 – LPO
  - Sinfonia n. 39 – Orchestre de la Suisse Romande
  - Sinfonia n. 40 – LPO
  - Sinfonia n. 41 – RPO
  - Thamos: Entr'acte – RPO
- Mussorgsky
  - Khovanshchina Dance of the Persian Slaves – RPO
- Offenbach
  - Suite da I racconti di Hoffmann – RPO
- Puccini
  - La Bohème – Jussi Bjorling, Victoria de los Angeles/RCA Victor Symphony Orchestra
- Rimsky-Korsakov
  - Shahrazād – RPO
- Rossini
  - Overture da La Cambiale di matrimonio – RPO
  - Ouverture da La Gazza Ladra – RPO
  - Overture da Semiramide – RPO
- Saint-Saëns
  - Le Rouet d'Omphale – RPO
  - Danza della Sacerdotessa e Bacchanale da Samson et Dalila – RPO
- Schubert
  - Sinfonia n. 1 – RPO
  - Sinfonia n. 2 – RPO
  - Sinfonia n. 3 – RPO
  - Sinfonia n. 5 – RPO
  - Sinfonia n. 6 – RPO
  - Sinfonia n. 8 – RPO
- Sibelius
  - Sinfonia n. 2 – BBC Symphony Orchestra
  - Sinfonia n. 4 – LPO
  - Sinfonia n. 6 – RPO
  - Sinfonia n. 7 – RPO
  - Tapiola – LPO
  - Valse Triste – RPO
  - Karelia Suite – RPO
  - Concerto per violino – Isaac Stern/RPO
- Smetana
  - Overture and Polka da La sposa venduta – RPO
- Strauss
  - Don Quixote – Alfred Wallenstein/New York Philharmonic Orchestra
  - Ein Heldenleben – RPO
- Suppé
  - Ein Morgen, ein Mittag und ein Abend in Wien– RPO
  - Ouverture da Poeta e contadino – RPO
- Tchaikovsky
  - Valzer da Eugene Onegin – RPO
  - Francesca da Rimini – LPO
  - Sinfonia n. 5 – LPO
- Wagner
  - Preludio e Suite da I maestri cantori di Norimberga – RPO
  - Ouverture da L'olandese volante – RPO
  - Marcia fuebre e Interludio da Il crepuscolo degli dei – RPO
  - Preludio da Lohengrin – RPO
  - Karfreitagszauber da Parsifal – RPO
- Weber
  - Ouverture da Der Freischütz – LPO
  - Ouverture da Oberon – LPO

### Filmografia
- The Tales of Hoffmann (1951) - Adattamento cinematografico dell'opera di Offenbach, di cui Beecham registrò la colonna sonora assieme alla Royal Philharmonic Orchestra. Decca pubblicò la colonna sonora su LP, ma a quest'operazione Beecham rispose con una querela. Egli infatti non aveva approvato la distribuzione, dal momento che la colonna sonora non rappresentava la sua interpretazione dell'opera di Offenbach, a causa delle modifiche attuate per il film. La sua richiesta di annullamento della distribuzione non ebbe tuttavia successo.

## Pubblicazioni
Beecham pubblicò tre libri nel corso della sua vita:
- John Fletcher (The Romanes Lecture for 1956). Oxford: Clarendon Press. (1956)
- A Mingled Chime – Leaves from an Autobiogaphy. Londra: Hutchinson. (1959)
- Frederick Delius. Londra: Hutchinson. (1959) - Ripubblicato nel 1975 dalla Severn House di Londra, con prefazione di Felix Aprahamian e discografia curata da Malcolm Walker.

## Riconoscimenti
Nel 1916 Beecham fu nominato cavaliere e nello stesso anno ereditò anche il titolo di baronetto, in seguito alla morte del padre. Fu nominato Companion of Honour in occasione dei Queen's Birthday Honours del 1957. Fu insignito di titoli accademici onorifici da parte delle più importanti istituzioni britanniche. Nel 1928 ricevette inoltre la prestigiosissima Medaglia d'oro della Royal Philharmonic Society di Londra.
Nel 1980 la Royal Mail inserì il ritratto di Beecham sui francobolli da 13½p in una serie dedicata ai grandi direttori d'orchestra britannici (gli altri furono Wood, Sargent e Barbirolli).
Nel 2012 Beecham è stato inserito nell'Hall of Fame di Gramophone (sezione direttori d'orchestra), che celebra le figure più influenti nella storia dell'industria discografica.